# Баре

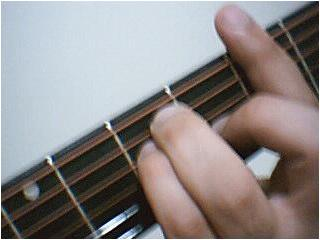
Баре-акорд (Мі-мажор дієз, Emaj#), де баре виконано вказівним пальцем

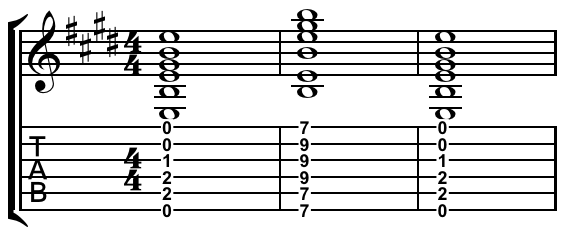
Відкритий акорд мі-мажор дієз, акорд-баре мі-мажор дієз, а потім відкритий акорд мі-мажор.

Ба́ре (англ. barre chord, bar chord) — прийом гри на гітарі та деяких інших музичних інструментах, коли вказівний палець лівої руки затискає одночасно всі чи декілька струн на грифі.
Термінами гітари баре буває великим і малим. Велике баре — прийом, при якому вказівним пальцем затискаються всі або всі крім однієї струни. На нотному стані велике баре позначають горизонтальною пунктирною лінією в тактах. (Над лінією римською цифрою вказують номер ладу). Натомість мале баре виконують будь-яким пальцем, воно включає в себе половину чи меншу кількість струн.
Техніка виконання полягає у розміщенні пальця ближче до наступного ладу, а не посередині ладу, при цьому палець може робити невеликий оберт притискаючи струни боковою частиною. Для полегшення гри при постійному затисканні ладу використовують каподастр.